# Leucauge taczanowskii
Leucauge taczanowskii este o specie de păianjeni din genul Leucauge, familia Tetragnathidae. A fost descrisă pentru prima dată de Marx, 1893.
Este endemică în French Guiana. Conform Catalogue of Life specia Leucauge taczanowskii nu are subspecii cunoscute.